# Мидуэй (округ Семинол, Флорида)
Мидуэй (англ. Midway) — статистически обособленная местность, расположенная в округе Семинол (штат Флорида, США) с населением в 1714 человек по статистическим данным переписи 2000 года.

## География
По данным Бюро переписи населения США статистически обособленная местность Мидуэй имеет общую площадь в 3,63 квадратных километров, водных ресурсов в черте населённого пункта не имеется.

## Демография
По данным переписи населения 2000 года в Мидуэe проживало 1714 человек, 412 семей, насчитывалось 583 домашних хозяйств и 625 жилых домов. Средняя плотность населения составляла около 472,18 человек на один квадратный километр. Расовый состав населённого пункта распределился следующим образом: 3,85 % белых, 93,58 % — чёрных или афроамериканцев, 0,06 % — коренных американцев, 0,58 % — азиатов, 1,17 % — представителей смешанных рас, 0,76 % — других народностей. Испаноговорящие составили 1,11 % от всех жителей статистически обособленной местности.
Из 583 домашних хозяйств в 27,8 % воспитывали детей в возрасте до 18 лет, 31,6 % представляли собой совместно проживающие супружеские пары, в 31,7 % семей женщины проживали без мужей, 29,2 % не имели семей. 24,4 % от общего числа семей на момент переписи жили самостоятельно, при этом 11,1 % составили одинокие пожилые люди в возрасте 65 лет и старше. Средний размер домашнего хозяйства составил 2,94 человек, а средний размер семьи — 3,52 человек.
Население статистически обособленной местности по возрастному диапазону по данным переписи 2000 года распределилось следующим образом: 30,0 % — жители младше 18 лет, 9,2 % — между 18 и 24 годами, 25,3 % — от 25 до 44 лет, 21,6 % — от 45 до 64 лет и 13,8 % — в возрасте 65 лет и старше. Средний возраст жителей составил 34 года. На каждые 100 женщин в Мидуэe приходилось 84,9 мужчин, при этом на каждые сто женщин 18 лет и старше приходилось 78,3 мужчин также старше 18 лет.
Средний доход на одно домашнее хозяйство статистически обособленной местности составил 25 406 долларов США, а средний доход на одну семью — 27 243 доллара. При этом мужчины имели средний доход в 23 281 доллар США в год против 18 902 доллара среднегодового дохода у женщин. Доход на душу населения статистически обособленной местности составил 25 406 долларов в год. 22,0 % от всего числа семей в населённом пункте и 26,0 % от всей численности населения находилось на момент переписи населения за чертой бедности, при этом 39,2 % из них были моложе 18 лет и 7,0 % — в возрасте 65 лет и старше.